# Рикман, Эммануил Абрамович
Эммануи́л Абра́мович Ри́кман (1923, Бердичев, Киевская губерния — 1987, Москва) — молдавский советский археолог и этнограф, доктор исторических наук (1977).

## Биография
Родители — Абрам Менассевич Рикман  (1890—1942) и Мария Петровна Рикман (1902—1987). Окончил исторический факультет МГУ в 1945 году и аспирантуру Института истории материальной культуры АН СССР в 1949 году. В 1949—1951 годах принимал участие в раскопках в Зарядье. В 1952—1968 годах был научным сотрудником Института истории АН Молдавской ССР в Кишинёве. С 1970 года — научный сотрудник Института этнографии АН СССР. Докторскую диссертацию «Этническая история населения Поднестровья и прилегающего Подунавья в первыx векаx нашей эры» защитил в 1977 году (опубликована отдельной монографией в 1975 году).
Труды посвящены раннесредневековой археологии и этнографии Молдавского княжества, Древней Руси, сарматов и скифов, восстановлению этнических связей по антропонимии молдаван, проблемам этногенеза румын и традиционной этнографии (одежды, календарным обрядам) молдаван, топографической истории Тверского княжества. Руководил раскопками нескольких ранних поселений на территории Молдавии — селища первых веков нашей эры у сёл Загайканы и Делакеу, могильников и захоронений скифского периода у сёл Будешты и Чобручи, черняховской культуры в районе Петрикан.
Один из редакторов ежегодников серии «Расы и народы: современные этнические и расовые проблемы» (М., 1971—1987).

## Основные работы
Книги
- Раскопки селищ первых веков нашей эры в Поднестровье. КСИИМК, Вып. 68. М., 1957.
- Памятники древнего искусства Молдавии (по археологическим данным). Кишинёв: Картя молдовеняскэ, 1961.
- Города Тверского княжества и сухопутные дороги (Культура Древней Руси). Москва, 1966.
- Памятники эпохи великого переселения народов по раскопкам поселения и могильника Черняховской культуры у села Будешты. Кишинёв: Картя молдовеняскэ, 1967.
- Художественные сокровища древней Молдавии. Кишинёв: Картя молдовеняскэ, 1969.
- Очерки истории культуры Молдавии (II—XIV вв.). Совместно с И. А. Рафаловичем и И. Г. Хынку. Кишинёв: Штиинца, 1971.
- Археологическая карта Молдавской ССР. Выпуск 5: Памятники сарматов и племён Черняховской культуры. Кишинёв: Штиинца, 1975.
- Этническая история населения Поднестровья и прилегающего Подунавья в первыx векаx нашей эры. Институт этнографии им. Н. Н. Миклухо-Маклая АН СССР. Москва: Наука, 1975.

Статьи
- Нудельман А. А., Рикман Э. А. Навершие и клад серебряных украшений скифского времени из Молдавии // ИМФАН СССР 1956. № 4.
- Нудельман А. А., Рикман Э. А. Новые археологические находки в Молдавии // Советская археология 1957. № 3.
- Кетрару Н. А., Рикман Э. А. Новые данные о памятниках первых веков нашей эры на территории Молдавии (дополнение к археологической карте Днестровско-Прутского междуречья) // Известия Молдавского филиала Академии наук СССР. — 1960. — № 4 (70). — С. 3—21.[2]